# Гай Фурий Пацил (консул, 412 г. пр.н.е.)
Вижте пояснителната страница за други значения на Гай Фурий Пацил.
Гай Фурий Пацил (на латински: Gaius Furius Pacilus) e политик на Римската република.
Произлиза от фамилията Фурии и е син на Гай Фурий Пацил Фуз (консул 441 пр.н.е. и военен трибун 426 пр.н.е.).
През 412 пр.н.е. той е консул заедно с Квинт Фабий Амбуст Вибулан.